# Jagsttalbrücke (A 7)
Die Jagsttalbrücke nahe dem ostwürttembergischen Westhausen im Ostalbkreis ist eine 547 m lange Brücke, die im Zuge der Bundesautobahn 7 das Tal der Jagst überquert.

## Lage
Nahe Westhausen, nordöstlich der württembergischen Kreisstadt Aalen quert die Bundesautobahn 7 das relativ breite und flach ausgeformte Tal der oberen Jagst. Dieses befindet sich am Rande des Albanstiegs zum Härtsfeld.
Besonders auf der nördlich des Flusses gelegenen Seite steigt das Gelände kaum merklich über mehrere 100 m sanft an.
Deshalb wurde sehr lange darüber diskutiert, ob dies der optimale Standort für die Widerlager einer Talbrücke ist. Mit der nötigen Rücksicht auf das Landschaftsbild wurde schließlich die Variante einer großzügigen Überbrückung des Tales gewählt. Somit konnte das Aufschütten von Erddämmen vermieden werden.
Unterhalb der Brücke verläuft die K 3319 von Ellwangen nach Westhausen.

## Daten
Die Topographie und Höhenlage ließ für eine Brückengestaltung kaum Raum. So wurde eine Balkenbrücke gewählt. Diese beinhaltet zwei getrennten Überbauten, unterteilt in 13 Felder mit Regelstützweiten von 43 m. Dabei beträgt die Gesamtlänge der Brücke 547 m.
Neben der normalen Ausrüstung wie Fahrbahnübergänge, Leitplanken und Geländer erhielt die Brücke auch noch Lärmschutzwände von 1 m Höhe. Der Fahrbahnbelag besteht aus zwei Lagen Gussasphalt von je 4 cm auf einer bituminösen Schweißbahn als Abdichtung.
Mit den Bauarbeiten wurde im August 1984 begonnen, 1987 war die Brücke fertiggestellt.
Die Baukosten betrugen ca. 20 Mio. DM (in heutiger Kaufkraft ungefähr 22 Mio. €).

## Geologie
Der Gründungsbereich des Bauwerkes liegt im Grenzbereich zwischen Schwarzem und Braunem Jura. Im Bereich des Jagsttales sind bis zu 7 m mächtige Lockergestein-Ablagerungen vorhanden. So konnten nur die beiden Widerlager und ein Pfeilerpaar flach gegründet werden. Alle anderen Pfeilerpaare mussten über Großbohrpfähle in den tragfähigen Untergrund verankert werden. Die Länge der Pfähle beträgt an den Talflanken 5–7 m und erreicht im mittleren Brückenbereich bis zu 25 m.